# Plounévez-Lochrist
Plounévez-Lochrist (bret. Gwinevez) – miejscowość i gmina we Francji, w regionie Bretania, w departamencie Finistère.
Według danych na rok 1990 gminę zamieszkiwało 2356 osób, a gęstość zaludnienia wynosiła 60 osób/km² (wśród 1269 gmin Bretanii Plounévez-Lochrist plasuje się na 255. miejscu pod względem liczby ludności, natomiast pod względem powierzchni na miejscu 156.).